# 尼科爾斯山
尼科爾斯山（英語：Mount Nichols）是南極洲的山峰，位於瑪麗伯德地，屬於哈洛德伯德山脈的一部分，海拔高度670米，美國地質調查局根據測量和美國海軍拍攝的空中照片繪入地圖，現時由南極條約體系管理。